# Fußball-Weltmeisterschaft 1990/Finalrunde
Dieser Artikel stellt die Finalrundenspiele der Fußball-Weltmeisterschaft 1990 dar.

## Übersicht
Mit dem Ende der Gruppenphase waren folgende 16 Mannschaften für die Finalrunde qualifiziert:
| Gruppe A   | Gruppe B       | Gruppe C      |
| ---------- | -------------- | ------------- |
| 1. Italien | 1. Kamerun     | 1. Brasilien  |
| 2. ČSFR    | 2. Rumänien    | 2. Costa Rica |
|            | 3. Argentinien |               |

| Gruppe D          | Gruppe E   | Gruppe F       |
| ----------------- | ---------- | -------------- |
| 1. BR Deutschland | 1. Spanien | 1. England     |
| 2. Jugoslawien    | 2. Belgien | 2. Irland      |
| 3. Kolumbien      | 3. Uruguay | 3. Niederlande |

## Spielplan Finalrunde
|  | Achtelfinale   | Achtelfinale   |                |         | Viertelfinale    | Viertelfinale |  |  | Halbfinale | Halbfinale |  |  | Finale | Finale |
|  |                |                |                |         |                  |               |  |  |            |            |  |  |        |        |
|  |                |                |                |         |                  |               |  |  |            |            |  |  |        |        |
|  | Italien        | 2              |                |         |                  |               |  |  |            |            |  |  |        |        |
|  | Italien        | 2              |                |         |                  |               |  |  |            |            |  |  |        |        |
|  | Uruguay        | 0              |                |         |                  |               |  |  |            |            |  |  |        |        |
|  | Uruguay        | 0              | Italien        | 1       |                  |               |  |  |            |            |  |  |        |        |
|  |                |                | Italien        | 1       |                  |               |  |  |            |            |  |  |        |        |
|  |                | Irland         | 0              |         |                  |               |  |  |            |            |  |  |        |        |
|  | Rumänien       | Irland         | 0              | 0 (4)   |                  |               |  |  |            |            |  |  |        |        |
|  | Rumänien       |                |                | 0 (4)   |                  |               |  |  |            |            |  |  |        |        |
|  | Irland         | 20 (5)2        |                |         |                  |               |  |  |            |            |  |  |        |        |
|  | Irland         | 20 (5)2        | Italien        | 1 (3)   |                  |               |  |  |            |            |  |  |        |        |
|  |                |                | Italien        | 1 (3)   |                  |               |  |  |            |            |  |  |        |        |
|  |                | Argentinien    | 21 (4)2        |         |                  |               |  |  |            |            |  |  |        |        |
|  | Spanien        | Argentinien    | 21 (4)2        | 1       |                  |               |  |  |            |            |  |  |        |        |
|  | Spanien        |                |                | 1       |                  |               |  |  |            |            |  |  |        |        |
|  | Jugoslawien    | 121            |                |         |                  |               |  |  |            |            |  |  |        |        |
|  | Jugoslawien    | 121            | Jugoslawien    | 0 (2)   |                  |               |  |  |            |            |  |  |        |        |
|  |                |                | Jugoslawien    | 0 (2)   |                  |               |  |  |            |            |  |  |        |        |
|  |                | Argentinien    | 20 (3)2        |         |                  |               |  |  |            |            |  |  |        |        |
|  | Brasilien      | Argentinien    | 20 (3)2        | 0       |                  |               |  |  |            |            |  |  |        |        |
|  | Brasilien      |                |                | 0       |                  |               |  |  |            |            |  |  |        |        |
|  | Argentinien    | 1              |                |         |                  |               |  |  |            |            |  |  |        |        |
|  | Argentinien    | 1              | Argentinien    | 0       |                  |               |  |  |            |            |  |  |        |        |
|  |                |                | Argentinien    | 0       |                  |               |  |  |            |            |  |  |        |        |
|  |                | BR Deutschland | 1              |         |                  |               |  |  |            |            |  |  |        |        |
|  | BR Deutschland | BR Deutschland | 1              | 2       |                  |               |  |  |            |            |  |  |        |        |
|  | BR Deutschland |                |                | 2       |                  |               |  |  |            |            |  |  |        |        |
|  | Niederlande    | 1              |                |         |                  |               |  |  |            |            |  |  |        |        |
|  | Niederlande    | 1              | BR Deutschland | 1       |                  |               |  |  |            |            |  |  |        |        |
|  |                |                | BR Deutschland | 1       |                  |               |  |  |            |            |  |  |        |        |
|  |                | CSFR           | 0              |         |                  |               |  |  |            |            |  |  |        |        |
|  | CSFR           | CSFR           | 0              | 4       |                  |               |  |  |            |            |  |  |        |        |
|  | CSFR           |                |                | 4       |                  |               |  |  |            |            |  |  |        |        |
|  | Costa Rica     | 1              |                |         |                  |               |  |  |            |            |  |  |        |        |
|  | Costa Rica     | 1              | BR Deutschland | 21 (4)2 |                  |               |  |  |            |            |  |  |        |        |
|  |                |                | BR Deutschland | 21 (4)2 |                  |               |  |  |            |            |  |  |        |        |
|  |                | England        | 1 (3)          |         |                  |               |  |  |            |            |  |  |        |        |
|  | England        | England        | 1 (3)          | 1       |                  |               |  |  |            |            |  |  |        |        |
|  | England        |                |                | 1       |                  |               |  |  |            |            |  |  |        |        |
|  | Belgien        | 0              |                |         |                  |               |  |  |            |            |  |  |        |        |
|  | Belgien        | 0              | England        | 131     |                  |               |  |  |            |            |  |  |        |        |
|  |                |                | England        | 131     | Spiel um Platz 3 |               |  |  |            |            |  |  |        |        |
|  |                | Kamerun        | 2              |         |                  |               |  |  |            |            |  |  |        |        |
|  | Kamerun        | Kamerun        | 2              | 121     | Italien          | 2             |  |  |            |            |  |  |        |        |
|  | Kamerun        |                |                | 121     | Italien          | 2             |  |  |            |            |  |  |        |        |
|  | Kolumbien      | 1              |                | England | 1                |               |  |  |            |            |  |  |        |        |

1 Sieg nach Verlängerung
2 Sieg im Elfmeterschießen

## Achtelfinale

### Kamerun – Kolumbien 2:1 n.V. (0:0)
| Kamerun                                                          | Kamerun | Kolumbien | Kolumbien |
| ---------------------------------------------------------------- | --- | --- | --------- |
| Kamerun                                                          | \| 1. Achtelfinale \| \| Samstag, 23. Juni 1990 um 17:00 Uhr in Neapel (Stadio San Paolo) \| \| Zuschauer: 50.026 \| \| Schiedsrichter: Tullio Lanese ( Italien) \| \| Spielbericht \|                                                                                                   | \| 1. Achtelfinale \| \| Samstag, 23. Juni 1990 um 17:00 Uhr in Neapel (Stadio San Paolo) \| \| Zuschauer: 50.026 \| \| Schiedsrichter: Tullio Lanese ( Italien) \| \| Spielbericht \|                                                                      | Kolumbien |
| Kamerun                                                          | Thomas N’Kono – Victor N’Dip – Stephen Tataw , Jules Onana, Bertin Ebwellé – Emmanuel Maboang, André Kana-Biyik, Emile M’Bouh, Louis-Paul M’Fédé (54. Roger Milla) – François Omam-Biyik, Cyrille Makanaky (69. Bonaventure Djonkep) Cheftrainer: Waleri Nepomnjaschtschi ( Sowjetunion) | René Higuita – Luis Herrera, Luis Carlos Perea, Andrés Escobar, Gildardo Gómez (79. Bernardo Redín) – Leonel Álvarez, Carlos Valderrama , Gabriel Gómez, Freddy Rincón – Luis Fajardo (63. Arnoldo Iguarán), Carlos Estrada Cheftrainer: Francisco Maturana | Kolumbien |
| Kamerun                                                          | 1:0 Milla (106.) 2:0 Milla (108.) | 2:1 Redin (115.) | Kolumbien |
| Kamerun                                                          | Kana-Biyik (44.), N’Dip (46.), M’Bouh (68.), Onana (117.) | Perea (72.), Gabriel Gómez (73.) | Kolumbien |
| 1. Achtelfinale                                                  | | |           |
| Samstag, 23. Juni 1990 um 17:00 Uhr in Neapel (Stadio San Paolo) | | |           |
| Zuschauer: 50.026                                                | | |           |
| Schiedsrichter: Tullio Lanese ( Italien)                         | | |           |
| Spielbericht                                                     | | |           |

### ČSFR – Costa Rica 4:1 (1:0)
| ČSFR                                                            | ČSFR | Costa Rica | Costa Rica |
| --------------------------------------------------------------- | --- | --- | ---------- |
| ČSFR                                                            | \| 2. Achtelfinale \| \| Samstag, 23. Juni 1990 um 21:00 Uhr in Bari (Stadio San Nicola) \| \| Zuschauer: 47.673 \| \| Schiedsrichter: Siegfried Kirschen ( DDR) \| \| Spielbericht \|              | \| 2. Achtelfinale \| \| Samstag, 23. Juni 1990 um 21:00 Uhr in Bari (Stadio San Nicola) \| \| Zuschauer: 47.673 \| \| Schiedsrichter: Siegfried Kirschen ( DDR) \| \| Spielbericht \|                                                                                               | Costa Rica |
| ČSFR                                                            | Jan Stejskal – Ján Kocian – František Straka, Miroslav Kadlec – Ivan Hašek , Ľubomír Moravčík, Jozef Chovanec, Luboš Kubík, Michal Bílek – Tomáš Skuhravý, Ivo Knoflíček Cheftrainer: Jozef Vengloš | Hermidio Barrantes – Róger Flores – Mauricio Montero, Héctor Marchena – Germán Chavarría (65. Alexandre Guimarães), Óscar Ramírez, Rónald González, Marvin Obando (46. Hernán Medford), José Carlos Chaves – Claudio Jara, Juan Cayasso Cheftrainer: Bora Milutinović ( Jugoslawien) | Costa Rica |
| ČSFR                                                            | 1:0 Skuhravý (12.) 2:1 Skuhravý (63.) 3:1 Kubik (76.) 4:1 Skuhravý (82.) | 1:1 González (55.) | Costa Rica |
| ČSFR                                                            | Hašek (53.), Kocian (56.), Straka (67.) | González (5.), Marchena (75.) | Costa Rica |
| 2. Achtelfinale                                                 | | |            |
| Samstag, 23. Juni 1990 um 21:00 Uhr in Bari (Stadio San Nicola) | | |            |
| Zuschauer: 47.673                                               | | |            |
| Schiedsrichter: Siegfried Kirschen ( DDR)                       | | |            |
| Spielbericht                                                    | | |            |

### Brasilien – Argentinien 0:1 (0:0)
| Brasilien                                                        | Brasilien | Argentinien | Argentinien |
| ---------------------------------------------------------------- | --- | --- | ----------- |
| Brasilien                                                        | \| 3. Achtelfinale \| \| Sonntag, 24. Juni 1990 um 17.00 Uhr in Turin (Stadio delle Alpi) \| \| Zuschauer: 61.381 \| \| Schiedsrichter: Joël Quiniou ( Frankreich) \| \| Spielbericht \|       | \| 3. Achtelfinale \| \| Sonntag, 24. Juni 1990 um 17.00 Uhr in Turin (Stadio delle Alpi) \| \| Zuschauer: 61.381 \| \| Schiedsrichter: Joël Quiniou ( Frankreich) \| \| Spielbericht \|                                                 | Argentinien |
| Brasilien                                                        | Cláudio Taffarel – Mauro Galvão (84. Renato Gaúcho) – Ricardo Rocha, Ricardo Gomes – Jorginho, Alemão (84. Paulo Silas), Dunga, Valdo, Branco – Müller, Careca Cheftrainer: Sebastião Lazaroni | Sergio Goycochea – Juan Simón – Pedro Monzón, Oscar Ruggeri – José Basualdo, Ricardo Giusti, Jorge Burruchaga, Pedro Troglio (61. Gabriel Calderón), Julio Olarticoechea – Diego Maradona , Claudio Caniggia Cheftrainer: Carlos Bilardo | Argentinien |
| Brasilien                                                        | 0:1 Caniggia (81.) | | Argentinien |
| Brasilien                                                        | Ricardo Rocha (40.), Mauro Galvão (50.) | Monzón (27.), Giusti (28.), Goycochea (87.) | Argentinien |
| Brasilien                                                        | Ricardo Gomes (85.) | | Argentinien |
| 3. Achtelfinale                                                  | | |             |
| Sonntag, 24. Juni 1990 um 17.00 Uhr in Turin (Stadio delle Alpi) | | |             |
| Zuschauer: 61.381                                                | | |             |
| Schiedsrichter: Joël Quiniou ( Frankreich)                       | | |             |
| Spielbericht                                                     | | |             |

### BR Deutschland – Niederlande 2:1 (0:0)
| BR Deutschland                                                          | BR Deutschland | Niederlande | Niederlande |
| ----------------------------------------------------------------------- | --- | --- | ----------- |
| BR Deutschland                                                          | \| 4. Achtelfinale \| \| Sonntag, 24. Juni 1990 um 21.00 Uhr in Mailand (Stadio Giuseppe Meazza) \| \| Zuschauer: 74.559 \| \| Schiedsrichter: Juan Carlos Loustau ( Argentinien) \| \| Spielbericht \|                                    | \| 4. Achtelfinale \| \| Sonntag, 24. Juni 1990 um 21.00 Uhr in Mailand (Stadio Giuseppe Meazza) \| \| Zuschauer: 74.559 \| \| Schiedsrichter: Juan Carlos Loustau ( Argentinien) \| \| Spielbericht \|                                                   | Niederlande |
| BR Deutschland                                                          | Bodo Illgner – Klaus Augenthaler – Stefan Reuter, Jürgen Kohler, Thomas Berthold, Andreas Brehme – Pierre Littbarski, Lothar Matthäus , Guido Buchwald – Jürgen Klinsmann (77. Karl-Heinz Riedle), Rudi Völler Teamchef: Franz Beckenbauer | Hans van Breukelen – Ronald Koeman – Berry van Aerle (66. Wim Kieft), Frank Rijkaard, Adrie van Tiggelen – John van ’t Schip, Aron Winter, Jan Wouters, Richard Witschge (78. Hans Gillhaus) – Ruud Gullit , Marco van Basten Cheftrainer: Leo Beenhakker | Niederlande |
| BR Deutschland                                                          | 1:0 Klinsmann (51.) 2:0 Brehme (85.) | 2:1 Koeman (89., Foulelfmeter) | Niederlande |
| BR Deutschland                                                          | Völler (21.), Matthäus (77.) | Rijkaard (20.), Wouters (32.), van Basten (72.) | Niederlande |
| BR Deutschland                                                          | Völler (22.) | Rijkaard (22.) | Niederlande |
| 4. Achtelfinale                                                         | | |             |
| Sonntag, 24. Juni 1990 um 21.00 Uhr in Mailand (Stadio Giuseppe Meazza) | | |             |
| Zuschauer: 74.559                                                       | | |             |
| Schiedsrichter: Juan Carlos Loustau ( Argentinien)                      | | |             |
| Spielbericht                                                            | | |             |

### Irland – Rumänien 0:0 n.V., 5:4 i.E.
| Irland                                                              | Irland | Rumänien | Rumänien |
| ------------------------------------------------------------------- | --- | --- | -------- |
| Irland                                                              | \| 5. Achtelfinale \| \| Montag, 25. Juni 1990 um 17:00 Uhr in Genua (Stadio Luigi Ferraris) \| \| Zuschauer: 31.818 \| \| Schiedsrichter: José Roberto Wright ( Brasilien) \| \| Spielbericht \|                                            | \| 5. Achtelfinale \| \| Montag, 25. Juni 1990 um 17:00 Uhr in Genua (Stadio Luigi Ferraris) \| \| Zuschauer: 31.818 \| \| Schiedsrichter: José Roberto Wright ( Brasilien) \| \| Spielbericht \|                                      | Rumänien |
| Irland                                                              | Pat Bonner – Chris Morris, Mick McCarthy , Kevin Moran, Steve Staunton (94. David O’Leary) – Ray Houghton, Paul McGrath, Andy Townsend, Kevin Sheedy – Niall Quinn, John Aldridge (22. Tony Cascarino) Cheftrainer: Jack Charlton ( England) | Silviu Lung – Gheorghe Popescu – Mircea Rednic, Ioan Andone, Michael Klein – Ioan Sabău (98. Daniel Timofte), Iosif Rotariu, Gheorghe Hagi, Ioan Lupescu – Gavril Balint, Florin Răducioiu (74. Dănuț Lupu) Cheftrainer: Emerich Jenei | Rumänien |
| Irland                                                              | Elfmeterschießen | | Rumänien |
| Irland                                                              | 1:1 Sheedy 2:2 Houghton 3:3 Townsend 4:4 Cascarino 5:4 O’Leary | 0:1 Hagi 1:2 Lupu 2:3 Rotariu 3:4 Lupescu Timofte scheitert an Bonner | Rumänien |
| Irland                                                              | Aldridge (21.), McGrath (107.) | Hagi (112.), Lupu (116.) | Rumänien |
| 5. Achtelfinale                                                     | | |          |
| Montag, 25. Juni 1990 um 17:00 Uhr in Genua (Stadio Luigi Ferraris) | | |          |
| Zuschauer: 31.818                                                   | | |          |
| Schiedsrichter: José Roberto Wright ( Brasilien)                    | | |          |
| Spielbericht                                                        | | |          |

### Italien – Uruguay 2:0 (0:0)
| Italien                                                     | Italien | Uruguay | Uruguay |
| ----------------------------------------------------------- | --- | --- | ------- |
| Italien                                                     | \| 6. Achtelfinale \| \| Montag, 25. Juni 1990 um 21:00 Uhr in Rom (Stadio Olimpico) \| \| Zuschauer: 73.303 \| \| Schiedsrichter: George Courtney ( England) \| \| Spielbericht \|                                                                                  | \| 6. Achtelfinale \| \| Montag, 25. Juni 1990 um 21:00 Uhr in Rom (Stadio Olimpico) \| \| Zuschauer: 73.303 \| \| Schiedsrichter: George Courtney ( England) \| \| Spielbericht \|                                                                        | Uruguay |
| Italien                                                     | Walter Zenga – Franco Baresi – Giuseppe Bergomi , Riccardo Ferri, Paolo Maldini – Nicola Berti (52. Aldo Serena), Fernando De Napoli, Giuseppe Giannini, Luigi De Agostini – Roberto Baggio (79. Pietro Vierchowod), Salvatore Schillaci Cheftrainer: Azeglio Vicini | Fernando Álvez – Hugo de León – José Pintos, Nelson Gutiérrez, Alfonso Domínguez – Santiago Ostolaza (79. Antonio Alzamendi), José Perdomo, Enzo Francescoli , Rubén Pereira – Carlos Aguilera (55. Rubén Sosa), Daniel Fonseca Cheftrainer: Óscar Tabárez | Uruguay |
| Italien                                                     | 1:0 Schillaci (65.) 2:0 Serena (83.) | | Uruguay |
| Italien                                                     | Berti (36.) | Pintos (15.), Álvez (25.), Perdomo (34.), Gutiérrez (61.) | Uruguay |
| 6. Achtelfinale                                             | | |         |
| Montag, 25. Juni 1990 um 21:00 Uhr in Rom (Stadio Olimpico) | | |         |
| Zuschauer: 73.303                                           | | |         |
| Schiedsrichter: George Courtney ( England)                  | | |         |
| Spielbericht                                                | | |         |

### Spanien – Jugoslawien 1:2 n.V. (1:1, 0:0)
| Spanien                                                                       | Spanien | Jugoslawien | Jugoslawien |
| ----------------------------------------------------------------------------- | --- | --- | ----------- |
| Spanien                                                                       | \| 7. Achtelfinale \| \| Dienstag, 26. Juni 1990 um 17:00 Uhr in Verona (Stadio Marcantonio Bentegodi) \| \| Zuschauer: 35.500 \| \| Schiedsrichter: Aron Schmidhuber ( BR Deutschland) \| \| Spielbericht \|                          | \| 7. Achtelfinale \| \| Dienstag, 26. Juni 1990 um 17:00 Uhr in Verona (Stadio Marcantonio Bentegodi) \| \| Zuschauer: 35.500 \| \| Schiedsrichter: Aron Schmidhuber ( BR Deutschland) \| \| Spielbericht \|                                           | Jugoslawien |
| Spanien                                                                       | Andoni Zubizarreta – Genar Andrinúa (49. Manuel Jiménez) – Chendo, Manolo Sanchís, Alberto Górriz – Michel, Roberto, Martín Vázquez, Francisco Villarroya – Julio Salinas, Emilio Butragueño (79. Rafael Paz) Cheftrainer: Luis Suárez | Tomislav Ivković – Faruk Hadžibegić – Refik Šabanadžović, Predrag Spasić, Dragoljub Brnović – Dragan Stojković, Srečko Katanec (79. Zoran Vulić), Davor Jozić, Safet Sušić – Darko Pančev (55. Dejan Savićević), Zlatko Vujović Cheftrainer: Ivica Osim | Jugoslawien |
| Spanien                                                                       | 1:1 Salinas (84.) | 0:1 Stojković (78.) 1:2 Stojković (93.) | Jugoslawien |
| Spanien                                                                       | Roberto (92.), Chendo (110.) | Katanec (7.), Vujović (59.), Vulić (98.) | Jugoslawien |
| 7. Achtelfinale                                                               | | |             |
| Dienstag, 26. Juni 1990 um 17:00 Uhr in Verona (Stadio Marcantonio Bentegodi) | | |             |
| Zuschauer: 35.500                                                             | | |             |
| Schiedsrichter: Aron Schmidhuber ( BR Deutschland)                            | | |             |
| Spielbericht                                                                  | | |             |

### England – Belgien 1:0 n.V.
| England                                                                  | England | Belgien | Belgien |
| ------------------------------------------------------------------------ | --- | --- | ------- |
| England                                                                  | \| 8. Achtelfinale \| \| Dienstag, 26. Juni 1990 um 21:00 Uhr in Bologna (Stadio Renato Dall’Ara) \| \| Zuschauer: 34.520 \| \| Schiedsrichter: Peter Mikkelsen ( Dänemark) \| \| Spielbericht \|                         | \| 8. Achtelfinale \| \| Dienstag, 26. Juni 1990 um 21:00 Uhr in Bologna (Stadio Renato Dall’Ara) \| \| Zuschauer: 34.520 \| \| Schiedsrichter: Peter Mikkelsen ( Dänemark) \| \| Spielbericht \|                                              | Belgien |
| England                                                                  | Peter Shilton – Des Walker, Mark Wright, Terry Butcher – Paul Parker, Chris Waddle, Paul Gascoigne, Steve McMahon (71. David Platt), Stuart Pearce – Gary Lineker, John Barnes (74. Steve Bull) Cheftrainer: Bobby Robson | Michel Preud’homme – Eric Gerets, Stéphane Demol, Georges Grün, Michel De Wolf – Lei Clijsters, Franky Van der Elst, Enzo Scifo, Bruno Versavel (107. Patrick Vervoort) – Marc Degryse (64. Nico Claesen), Jan Ceulemans Cheftrainer: Guy Thys | Belgien |
| England                                                                  | 1:0 Platt (119.) | | Belgien |
| England                                                                  | Gascoigne (87.) | | Belgien |
| 8. Achtelfinale                                                          | | |         |
| Dienstag, 26. Juni 1990 um 21:00 Uhr in Bologna (Stadio Renato Dall’Ara) | | |         |
| Zuschauer: 34.520                                                        | | |         |
| Schiedsrichter: Peter Mikkelsen ( Dänemark)                              | | |         |
| Spielbericht                                                             | | |         |

## Viertelfinale

### Argentinien – Jugoslawien 0:0 n.V., 3:2 i.E.
| Argentinien                                                      | Argentinien | Jugoslawien | Jugoslawien |
| ---------------------------------------------------------------- | --- | --- | ----------- |
| Argentinien                                                      | \| 1. Viertelfinale \| \| Samstag, 30. Juni 1990 um 17:00 Uhr in Florenz (Stadio Comunale) \| \| Zuschauer: 38.971 \| \| Schiedsrichter: Kurt Röthlisberger ( Schweiz) \| \| Spielbericht \|                                                                     | \| 1. Viertelfinale \| \| Samstag, 30. Juni 1990 um 17:00 Uhr in Florenz (Stadio Comunale) \| \| Zuschauer: 38.971 \| \| Schiedsrichter: Kurt Röthlisberger ( Schweiz) \| \| Spielbericht \|                                            | Jugoslawien |
| Argentinien                                                      | Sergio Goycochea – Juan Simón – Oscar Ruggeri, José Serrizuela – Ricardo Giusti, Gabriel Calderón (87. Gustavo Dezotti), Jorge Burruchaga, José Basualdo, Julio Olarticoechea (51. Pedro Troglio) – Claudio Caniggia, Diego Maradona Cheftrainer: Carlos Bilardo | Tomislav Ivković – Faruk Hadžibegić – Refik Šabanadžović, Predrag Spasić – Zoran Vulić, Dragan Stojković, Davor Jozić, Robert Prosinečki, Dragoljub Brnović – Safet Sušić (61. Dejan Savićević), Zlatko Vujović Cheftrainer: Ivica Osim | Jugoslawien |
| Argentinien                                                      | Elfmeterschießen | | Jugoslawien |
| Argentinien                                                      | 1:0 Serrizuela 2:0 Burruchaga Maradona scheitert an Ivković Troglio schießt an den Pfosten 3:2 Dezotti | Stojković schießt an die Latte 2:1 Prosinečki 2:2 Savićević Brnović scheitert an Goycochea Hadžibegić scheitert an Goycochea | Jugoslawien |
| Argentinien                                                      | Serrizuela (21.), Olarticoechea (42.), Troglio (61.), Simón (110.) | Šabanadžović (24.) | Jugoslawien |
| Argentinien                                                      | Šabanadžović (31.) | | Jugoslawien |
| 1. Viertelfinale                                                 | | |             |
| Samstag, 30. Juni 1990 um 17:00 Uhr in Florenz (Stadio Comunale) | | |             |
| Zuschauer: 38.971                                                | | |             |
| Schiedsrichter: Kurt Röthlisberger ( Schweiz)                    | | |             |
| Spielbericht                                                     | | |             |

### Irland – Italien 0:1 (0:1)
| Irland                                                       | Irland | Italien | Italien |
| ------------------------------------------------------------ | --- | --- | ------- |
| Irland                                                       | \| 2. Viertelfinale \| \| Samstag, 30. Juni 1990 um 21:00 Uhr in Rom (Stadio Olimpico) \| \| Zuschauer: 73.303 \| \| Schiedsrichter: Carlos Silva Valente ( Portugal) \| \| Spielbericht \|                                                  | \| 2. Viertelfinale \| \| Samstag, 30. Juni 1990 um 21:00 Uhr in Rom (Stadio Olimpico) \| \| Zuschauer: 73.303 \| \| Schiedsrichter: Carlos Silva Valente ( Portugal) \| \| Spielbericht \|                                                                            | Italien |
| Irland                                                       | Pat Bonner – Chris Morris, Mick McCarthy , Kevin Moran, Steve Staunton – Ray Houghton, Paul McGrath, Andy Townsend, Kevin Sheedy – Niall Quinn (53. Tony Cascarino), John Aldridge (78. John Sheridan) Cheftrainer: Jack Charlton ( England) | Walter Zenga – Franco Baresi – Giuseppe Bergomi , Riccardo Ferri – Fernando De Napoli, Giuseppe Giannini (62. Carlo Ancelotti), Roberto Donadoni, Luigi De Agostini, Paolo Maldini – Roberto Baggio (70. Aldo Serena), Salvatore Schillaci Cheftrainer: Azeglio Vicini | Italien |
| Irland                                                       | 0:1 Schillaci (38.) | | Italien |
| Irland                                                       | Moran (42.) | De Agostini (35.) | Italien |
| 2. Viertelfinale                                             | | |         |
| Samstag, 30. Juni 1990 um 21:00 Uhr in Rom (Stadio Olimpico) | | |         |
| Zuschauer: 73.303                                            | | |         |
| Schiedsrichter: Carlos Silva Valente ( Portugal)             | | |         |
| Spielbericht                                                 | | |         |

### ČSFR – BR Deutschland 0:1 (0:1)
| ČSFR                                                                   | ČSFR | BR Deutschland | BR Deutschland |
| ---------------------------------------------------------------------- | --- | --- | -------------- |
| ČSFR                                                                   | \| 3. Viertelfinale \| \| Sonntag, 1. Juli 1990 um 17:00 Uhr in Mailand (Stadio Giuseppe Meazza) \| \| Zuschauer: 73.347 \| \| Schiedsrichter: Helmut Kohl ( Österreich) \| \| Spielbericht \|                                                 | \| 3. Viertelfinale \| \| Sonntag, 1. Juli 1990 um 17:00 Uhr in Mailand (Stadio Giuseppe Meazza) \| \| Zuschauer: 73.347 \| \| Schiedsrichter: Helmut Kohl ( Österreich) \| \| Spielbericht \|                                            | BR Deutschland |
| ČSFR                                                                   | Jan Stejskal – Ján Kocian – František Straka, Miroslav Kadlec – Ivan Hašek , Ľubomír Moravčík, Jozef Chovanec, Luboš Kubík (79. Stanislav Griga), Michal Bílek (67. Václav Němeček) – Tomáš Skuhravý, Ivo Knoflíček Cheftrainer: Jozef Vengloš | Bodo Illgner – Klaus Augenthaler – Thomas Berthold, Jürgen Kohler, Andreas Brehme – Guido Buchwald – Pierre Littbarski, Lothar Matthäus , Uwe Bein (82. Andreas Möller) – Karl-Heinz Riedle, Jürgen Klinsmann Teamchef: Franz Beckenbauer | BR Deutschland |
| ČSFR                                                                   | 0:1 Matthäus (25., Foulelfmeter) | | BR Deutschland |
| ČSFR                                                                   | Moravčík (11.), Bilek (14.), Straka (38.), Knoflíček (88.) | Klinsmann (28.) | BR Deutschland |
| ČSFR                                                                   | Moravčík (70.) | | BR Deutschland |
| 3. Viertelfinale                                                       | | |                |
| Sonntag, 1. Juli 1990 um 17:00 Uhr in Mailand (Stadio Giuseppe Meazza) | | |                |
| Zuschauer: 73.347                                                      | | |                |
| Schiedsrichter: Helmut Kohl ( Österreich)                              | | |                |
| Spielbericht                                                           | | |                |

### Kamerun – England 2:3 n.V. (2:2, 0:1)
| Kamerun                                                         | Kamerun | England | England |
| --------------------------------------------------------------- | --- | --- | ------- |
| Kamerun                                                         | \| 4. Viertelfinale \| \| Sonntag, 1. Juli 1990 um 21:00 Uhr in Neapel (Stadio San Paolo) \| \| Zuschauer: 55.205 \| \| Schiedsrichter: Edgardo Codesal Méndez ( Mexiko) \| \| Spielbericht \|                                                                                              | \| 4. Viertelfinale \| \| Sonntag, 1. Juli 1990 um 21:00 Uhr in Neapel (Stadio San Paolo) \| \| Zuschauer: 55.205 \| \| Schiedsrichter: Edgardo Codesal Méndez ( Mexiko) \| \| Spielbericht \|                                  | England |
| Kamerun                                                         | Thomas N’Kono – Emmanuel Kundé – Stephen Tataw , Benjamin Massing, Bertin Ebwellé – Emmanuel Maboang (46. Roger Milla), Thomas Libiih, Jean-Claude Pagal – Cyrille Makanaky, Louis-Paul M’Fédé (62. Eugène Ekéké) – François Omam-Biyik Cheftrainer: Waleri Nepomnjaschtschi ( Sowjetunion) | Peter Shilton – Des Walker, Mark Wright, Terry Butcher (73. Trevor Steven) – Paul Parker, Chris Waddle, Paul Gascoigne, Stuart Pearce – David Platt, John Barnes (46. Peter Beardsley) – Gary Lineker Cheftrainer: Bobby Robson | England |
| Kamerun                                                         | 1:1 Kundé (61., Foulelfmeter) 2:1 Ekéké (65.) | 0:1 Platt (25.) 2:2 Lineker (83., Foulelfmeter) 2:3 Lineker (105., Foulelfmeter) | England |
| Kamerun                                                         | Massing (28.), N’Kono (105.), Milla (119.) | Pearce (70.) | England |
| 4. Viertelfinale                                                | | |         |
| Sonntag, 1. Juli 1990 um 21:00 Uhr in Neapel (Stadio San Paolo) | | |         |
| Zuschauer: 55.205                                               | | |         |
| Schiedsrichter: Edgardo Codesal Méndez ( Mexiko)                | | |         |
| Spielbericht                                                    | | |         |

## Halbfinale

### Argentinien – Italien 1:1 n.V. (1:1, 0:1), 4:3 i.E.
| Argentinien                                                      | Argentinien | Italien | Italien |
| ---------------------------------------------------------------- | --- | --- | ------- |
| Argentinien                                                      | \| 1. Halbfinale \| \| Dienstag, 3. Juli 1990 um 20:00 Uhr in Neapel (Stadio San Paolo) \| \| Zuschauer: 59.978 \| \| Schiedsrichter: Michel Vautrot ( Frankreich) \| \| Spielbericht \|                                                                        | \| 1. Halbfinale \| \| Dienstag, 3. Juli 1990 um 20:00 Uhr in Neapel (Stadio San Paolo) \| \| Zuschauer: 59.978 \| \| Schiedsrichter: Michel Vautrot ( Frankreich) \| \| Spielbericht \|                                                                               | Italien |
| Argentinien                                                      | Sergio Goycochea – Juan Simón – Oscar Ruggeri, José Serrizuela – Ricardo Giusti, Gabriel Calderón (46. Pedro Troglio), Jorge Burruchaga, José Basualdo (99. Sergio Batista), Julio Olarticoechea – Claudio Caniggia, Diego Maradona Cheftrainer: Carlos Bilardo | Walter Zenga – Franco Baresi – Giuseppe Bergomi , Riccardo Ferri – Fernando De Napoli, Roberto Donadoni, Giuseppe Giannini (73. Roberto Baggio), Luigi De Agostini, Paolo Maldini – Gianluca Vialli (70. Aldo Serena), Salvatore Schillaci Cheftrainer: Azeglio Vicini | Italien |
| Argentinien                                                      | 1:1 Caniggia (67.) | 0:1 Schillaci (17.) | Italien |
| Argentinien                                                      | Elfmeterschießen | | Italien |
| Argentinien                                                      | 1:1 Serrizuela 2:2 Burruchaga 3:3 Olarticoechea 4:3 Maradona | 0:1 Baresi 1:2 Baggio 2:3 De Agostini Donadoni scheitert an Goycochea Serena scheitert an Goycochea | Italien |
| Argentinien                                                      | Giusti (30.), Ruggeri (70.), Olarticoechea (76.), Caniggia (82.), Batista (120.) | Giannini (22.) | Italien |
| Argentinien                                                      | Giusti (103.) | | Italien |
| 1. Halbfinale                                                    | | |         |
| Dienstag, 3. Juli 1990 um 20:00 Uhr in Neapel (Stadio San Paolo) | | |         |
| Zuschauer: 59.978                                                | | |         |
| Schiedsrichter: Michel Vautrot ( Frankreich)                     | | |         |
| Spielbericht                                                     | | |         |

### BR Deutschland – England 1:1 n.V. (1:1, 0:0), 4:3 i.E.
| BR Deutschland                                                   | BR Deutschland | England | England |
| ---------------------------------------------------------------- | --- | --- | ------- |
| BR Deutschland                                                   | \| 2. Halbfinale \| \| Mittwoch, 4. Juli 1990 um 20:00 Uhr in Turin (Stadio delle Alpi) \| \| Zuschauer: 62.628 \| \| Schiedsrichter: José Roberto Wright ( Brasilien) \| \| Spielbericht \|                                                            | \| 2. Halbfinale \| \| Mittwoch, 4. Juli 1990 um 20:00 Uhr in Turin (Stadio delle Alpi) \| \| Zuschauer: 62.628 \| \| Schiedsrichter: José Roberto Wright ( Brasilien) \| \| Spielbericht \|                 | England |
| BR Deutschland                                                   | Bodo Illgner – Klaus Augenthaler – Thomas Berthold, Jürgen Kohler – Guido Buchwald – Thomas Häßler (66. Stefan Reuter), Lothar Matthäus , Olaf Thon, Andreas Brehme – Jürgen Klinsmann, Rudi Völler (38. Karl-Heinz Riedle) Teamchef: Franz Beckenbauer | Peter Shilton – Des Walker, Mark Wright, Terry Butcher (70. Trevor Steven) – Paul Parker, Chris Waddle, Paul Gascoigne, David Platt, Stuart Pearce – Peter Beardsley, Gary Lineker Cheftrainer: Bobby Robson | England |
| BR Deutschland                                                   | 1:0 Brehme (60.) | 1:1 Lineker (80.) | England |
| BR Deutschland                                                   | Elfmeterschießen | | England |
| BR Deutschland                                                   | 1:1 Brehme 2:2 Matthäus 3:3 Riedle 4:3 Thon | 0:1 Lineker 1:2 Beardsley 2:3 Platt Pearce scheitert an Illgner Waddle schießt über das Tor | England |
| BR Deutschland                                                   | Brehme (110.) | Parker (65.), Gascoigne (98.) | England |
| 2. Halbfinale                                                    | | |         |
| Mittwoch, 4. Juli 1990 um 20:00 Uhr in Turin (Stadio delle Alpi) | | |         |
| Zuschauer: 62.628                                                | | |         |
| Schiedsrichter: José Roberto Wright ( Brasilien)                 | | |         |
| Spielbericht                                                     | | |         |

## Spiel um Platz 3

### Italien – England 2:1 (0:0)
| Italien                                                        | Italien | England | England |
| -------------------------------------------------------------- | --- | --- | ------- |
| Italien                                                        | \| Spiel um Platz 3 \| \| Samstag, 7. Juli 1990 um 20:00 Uhr in Bari (Stadio San Nicola) \| \| Zuschauer: 51.426 \| \| Schiedsrichter: Joël Quiniou ( Frankreich) \| \| Spielbericht \|                                                                            | \| Spiel um Platz 3 \| \| Samstag, 7. Juli 1990 um 20:00 Uhr in Bari (Stadio San Nicola) \| \| Zuschauer: 51.426 \| \| Schiedsrichter: Joël Quiniou ( Frankreich) \| \| Spielbericht \|                                  | England |
| Italien                                                        | Walter Zenga – Franco Baresi – Ciro Ferrara, Pietro Vierchowod – Giuseppe Bergomi , Giuseppe Giannini (90. Riccardo Ferri), Carlo Ancelotti (67. Nicola Berti), Luigi De Agostini, Paolo Maldini – Roberto Baggio, Salvatore Schillaci Cheftrainer: Azeglio Vicini | Peter Shilton – Paul Parker, Mark Wright (71. Neil Webb), Des Walker – Gary Stevens, Trevor Steven, David Platt, Steve McMahon (71. Chris Waddle), Tony Dorigo – Gary Lineker, Peter Beardsley Cheftrainer: Bobby Robson | England |
| Italien                                                        | 1:0 Baggio (71.) 2:1 Schillaci (86., Foulelfmeter) | 1:1 Platt (81.) | England |
| Spiel um Platz 3                                               | | |         |
| Samstag, 7. Juli 1990 um 20:00 Uhr in Bari (Stadio San Nicola) | | |         |
| Zuschauer: 51.426                                              | | |         |
| Schiedsrichter: Joël Quiniou ( Frankreich)                     | | |         |
| Spielbericht                                                   | | |         |

## Finale

### Argentinien – BR Deutschland 0:1 (0:0)
| Argentinien                                                 | Argentinien | BR Deutschland | BR Deutschland | Aufstellung                                  |
| ----------------------------------------------------------- | --- | --- | -------------- | -------------------------------------------- |
| Argentinien                                                 | \| Finale \| \| Sonntag, 8. Juli 1990 um 20:00 Uhr in Rom (Stadio Olimpico) \| \| Zuschauer: 73.603 \| \| Schiedsrichter: Edgardo Codesal Méndez ( Mexiko) \| \| Spielbericht \|                                                                         | \| Finale \| \| Sonntag, 8. Juli 1990 um 20:00 Uhr in Rom (Stadio Olimpico) \| \| Zuschauer: 73.603 \| \| Schiedsrichter: Edgardo Codesal Méndez ( Mexiko) \| \| Spielbericht \|                                                       | BR Deutschland | Aufstellung Argentinien gegen BR Deutschland |
| Argentinien                                                 | Sergio Goycochea – Juan Simón – Roberto Sensini, José Serrizuela, Oscar Ruggeri (46. Pedro Monzón) – Pedro Troglio, Jorge Burruchaga (53. Gabriel Calderón), José Basualdo, Néstor Lorenzo – Gustavo Dezotti, Diego Maradona Cheftrainer: Carlos Bilardo | Bodo Illgner – Klaus Augenthaler – Thomas Berthold (73. Stefan Reuter), Guido Buchwald, Jürgen Kohler, Andreas Brehme – Thomas Häßler, Lothar Matthäus , Pierre Littbarski – Jürgen Klinsmann, Rudi Völler Teamchef: Franz Beckenbauer | BR Deutschland | Aufstellung Argentinien gegen BR Deutschland |
| Argentinien                                                 | 0:1 Brehme (85., Foulelfmeter) | | BR Deutschland | Aufstellung Argentinien gegen BR Deutschland |
| Argentinien                                                 | Dezotti (5.), Troglio (84.), Maradona (87.) | Völler (52.) | BR Deutschland | Aufstellung Argentinien gegen BR Deutschland |
| Argentinien                                                 | Monzón (65.), Dezotti (87.) | | BR Deutschland | Aufstellung Argentinien gegen BR Deutschland |
| Finale                                                      | | |                |                                              |
| Sonntag, 8. Juli 1990 um 20:00 Uhr in Rom (Stadio Olimpico) | | |                |                                              |
| Zuschauer: 73.603                                           | | |                |                                              |
| Schiedsrichter: Edgardo Codesal Méndez ( Mexiko)            | | |                |                                              |
| Spielbericht                                                | | |                |                                              |